# Ороктойская пещера
Орокто́йская пещера (также Ороктойская Ледяная пещера) — карстовая пещера в Республике Алтай.
Примечательна своим реликтовым ледником. Расположена близ села Ороктой Чемальского района в междуречье реки Ороктой и её левого притока Агайры. Пещера относится к 1-й категории сложности. Общая её глубина не превышает 25 метров. Состоит из входного уступа глубиной 3 метра, далее, 6-метровый уступ вдоль ледника, ведущий в довольно большой обвальный Мрачный грот, из которого по крутонаклонной 15-метровой катушке можно спуститься в Нижний грот.